# Rhaphuma tenuigrisea
Rhaphuma tenuigrisea är en skalbaggsart som beskrevs av Dauber 2003. Rhaphuma tenuigrisea ingår i släktet Rhaphuma och familjen långhorningar. Inga underarter finns listade i Catalogue of Life.